# Белоснежка (фильм, 2025)
«Белосне́жка» (англ. Snow White), также известен как Disney’s Snow White(с англ. — «Диснеевская Белоснежка») — американский музыкальный фэнтезийный фильм 2025 года, снятый Марком Уэббом по сценарию Эрин Крессиды Уилсон. Фильм является ремейком мультфильма «Белоснежка и семь гномов», основанного на одноимённой сказке братьев Гримм. В главных ролях Рэйчел Зеглер в роли Белоснежки и Галь Гадот в роли Злой королевы. В фильме повествуется о чистосердечной Белоснежке, которая объединяет силы с семью гномами и разбойником по имени Джонатан, чтобы освободить свое королевство от жестокой мачехи.
Планы по ремейку мультфильма «Белоснежка и семь гномов» были подтверждены в октябре 2016 года, а Уилсон была объявлена сценаристом. Уэбб начал переговоры о постановке фильма в мае 2019 года и присоединился к фильму в качестве режиссёра в сентябре 2019 года. Съёмки проходили в основном в Pinewood Studios в Англии с марта по июль 2022 года, дополнительные съёмки проходили в июне 2024 года. С предполагаемым производственным бюджетом в 240—270 миллионов долларов «Белоснежка» является одним из самых дорогих фильмов, когда-либо снятых, и пятнадцатым по стоимости фильмом Disney. Фильм еще на этапе производства был раскритикован как политически заангажированный. В частности на роль Белоснежки была выбрана актриса латиноамериканского происхождения, а оригинальный сюжет переписан в духе соответствующей политической повестки. Кроме того недовольство вызвала личность самой актрисы Рейчел Зеглер, позволявшей себе в оскорбительном тоне высказываться в адрес аудитории, а также заявлявшей о непринятии оригинального сюжета «Белоснежки и семи гномов» (1937).
Премьера «Белоснежки» состоялась 12 марта 2025 года в Алькасаре в Сеговии, Испания, а в США фильм был выпущен компанией Walt Disney Studios Motion Pictures 21 марта 2025 года. Фильм получил неоднозначные отзывы критиков, которые высоко оценили игру Зеглер, но раскритиковали сценарий, игру Гадот и недостаточную верность первоисточнику. Ремейку удалось собрать $205,7 миллионов кассовых сборов в мировом прокате, что при его внушительном бюджете оценивается как кассовый провал.

## Сюжет
Доброжелательные король и королева приветствуют свою дочь во время снежной бури, назвав её Белоснежкой в честь этого дня. Годы спустя королева заболевает и умирает. Король поспешно женится во второй раз, взяв в жены таинственную женщину, а затем отправляется в поход против надвигающейся к южным границам королевства угрозы. Он не возвращается из похода, и новая королева узурпирует трон, показав себя чародейкой, чье тщеславие превосходит её красоту.
За время правления Злой королевы люди либо обнищали из-за высоких налогов, либо были призваны в королевскую гвардию. Все считают, что Белоснежка мертва, не подозревая, что она заперта в замке в качестве посудомойки. Королева, опасаясь, что красота Белоснежки затмит её собственную, ежедневно обращается к Волшебному зеркалу с просьбой назвать «прекраснейшую из всех». Зеркало всегда называет её, принося королеве радость.
Однажды Белоснежка видит, как Джонатан, циничный главарь банды разбойников, совершает набег на кладовую. Когда его ловят и хотят привязать к воротам, она освобождает его и дает ему кусок хлеба. В тот же день Волшебное зеркало объявляет, что Белоснежка теперь прекраснейшая. Разгневанная Королева приказывает королевскому охотнику отвести Белоснежку в лес, убить её и принести её сердце в драгоценном ларце. Охотник не может заставить себя выполнить приказ; вместо этого он предупреждает Белоснежку о намерениях Королевы. По его настоянию Белоснежка убегает вглубь леса.
Потерянная и напуганная, она заводит дружбу с лесными животными, которые приводят её в уединенный домик. Белоснежка не подозревает, что домик принадлежит семи гномам, которых зовут Умник, Ворчун, Скромник, Соня, Чихун, Весельчак и Простачок, которые проводят свои дни, работая на алмазной шахте. Они находят её спящей в своих постелях, жалеют её, когда она рассказывает им о своем бедственном положении, и позволяют ей остаться на ночь. Обнаружив, что Белоснежка жива, так как Волшебное зеркало распознало сердце, которое ей передали, как яблоко, Королева заключает Охотника в тюрьму и приказывает своим стражникам найти её.
Белоснежка и Джонатан снова встречаются в лесу и вместе с разбойниками отбиваются от стражи. Они осознают свои чувства друг к другу, прежде чем Джонатан отправляется на поиски короля, который, как верит Белоснежка, все ещё может быть жив. Однако Джонатан оказывается схвачен стражниками и заключен в тюрьму Королевой, которая скрывается в своих тайных покоях. Там она превращается в старую торговку и создает отравленное яблоко, чтобы наслать на Белоснежку проклятие Смертного Сна.
После того, как гномы ушли на работу, Королева находит их домик и обманом заставляет Белоснежку съесть яблоко, сказав, что она союзница Джонатана. Затем она рассказывает своей падчерице, что убила её отца. Белоснежка впадает в состояние Смертного Сна, и Королева удаляется в свой замок. Вернувшись, гномы находят её спящее тело. Джонатан, сбежавший из темницы с помощью Охотника, прибывает, обнаруживает её тело и скорбно целует. Белоснежка просыпается и сплачивает гномов и приятелей Джонатана, чтобы свергнуть Злую королеву.
Белоснежка противостоит своей мачехе, которая заставляет её силой занять трон, вкладывая в её руку бриллиантовый кинжал. Белоснежка отказывается причинять ей боль, вместо этого напоминая людям, каким было королевство при правлении её родителей. Тронутые воспоминаниями и добротой принцессы, стражники противостоят Королеве и присоединяются к мирным жителям. Королева в ярости пытается напасть на Белоснежку, но гномы и разбойники защищают её. Волшебное зеркало говорит Королеве, что Белоснежка всегда будет прекраснее её, потому что она добрая и справедливая. Белоснежка видит, как Королева разбивает Зеркало, которое, как выясняется, являлось источником её силы. В результате она сама превращается в стекло и исчезает в вихре, в то время как Волшебное зеркало восстанавливается.
Устраивается праздник, Белоснежку провозглашают новой королевой, она выходит замуж за Джонатана и справедливо правит страной.

## В ролях
- Рэйчел Зеглер — Белоснежка
  - Эмилия Фошер — юная Белоснежка[13]
- Галь Гадот — Гримхильда — Злая Королева[14]
- Эндрю Бернап — Джонатан[15]
- Ансу Кабия — охотник[16]
- Дуйонна Гифт — Мейпл[17]
- Мартин Клебба — Ворчун[18]
- Колин Майкл Кармайкл — Фарно[19]
- Патрик Пейдж — Волшебное зеркало
- Джошмейн Джозеф — стражник Артур
- Элисон Эагер — фрейлина-танцовщица Королевы

## Производство

### Разработка
31 октября 2016 года журнал Variety сообщил, что Walt Disney Pictures снимает ремейк мультфильма «Белоснежка и семь гномов», а Эрин Крессида Уилсон ведет переговоры о написании сценария. 30 мая 2019 года сообщалось, что Марк Уэбб ведет переговоры о постановке фильма. В ноябре 2021 года Грета Гервиг, как сообщалось, станет соавтором сценария. Гуриндер Чадха также активно рассматривалась на эту должность.

### Кастинг
В июне 2021 года актриса Рэйчел Зеглер получила главную роль, а в ноябре на роль Злой королевы была выбрана Галь Гадот. 7 декабря 2021 года во время интервью ExtraTV Рэйчел Зеглер рассказала, что её Белоснежка будет намного сильнее оригинального персонажа. На роль юной Белоснежки, была выбрана молодая актриса Эмилия Фошер. 12 января 2022 года было объявлено, что Эндрю Бернап был выбран на главную мужскую роль нового персонажа по имени Джонатан, который заменит Принца. На Denver Fan Expo 2022 года Мартин Клебба объяивл, что он будет играть Ворчуна; Клебба ранее играл аналогичные карликовые роли в предыдущих постановках, основанных на сказке «Белоснежка»: в телевизионном фильме 2001 года «Белоснежка» в роли Пятницы и в фэнтезийной комедии 2012 года «Белоснежка: Месть гномов» в роли Мясника.
В августе 2023 года выяснилось, что одной из двух финалисток в процессе кастинга на роль Белоснежки была ещё одна латиноамериканская актриса по имени Рената Вака, а другой — Зеглер, которая в конечном итоге выиграла эту роль. Вака, гражданка Мексики, заявила, что кастинг на роль Белоснежки был «открыт для всех этнических групп», и что первый этап прослушивания состоял из исполнения песни диснеевской принцессы. В сентябре было подтверждено, что Алан Тьюдик сыграет Волшебное зеркало,

### Съёмки
Съемки фильма должны были начаться в марте 2020 года в Ванкувере, Британская Колумбия, Канада. Однако они были отложены до июля 2020 года из-за пандемии COVID-19. В августе 2021 года было объявлено, что съёмки будут проходить в Великобритании с марта 2022 года по июль 2022 года. Съёмки начались 7 марта 2022 года. 15 марта в Pinewood Studios произошел пожар, повредивший съемочную площадку; сцена находилась в стадии строительства, как сообщается, загорелось дерево, что привело к сильному пожару. Кроме того, источник из Disney подтвержил, что «съемки не велись». График съёмок также был изменён, чтобы Зеглер смогла отправиться в Лос-Анджелес для участия в 94-й церемонии вручения премии «Оскар» 27 марта 2022 года и поддержать своих коллег из «Вестсайдской истории». Пока Зеглер присутствовала на церемонии, Гадот начала снимать свои сцены. Во время подкаст-интервью с «Forbes» Гадот рассказала, что будет петь и танцевать. 22 апреля 2022 года Гадот подтвердила, что завершила съёмки своих сцен, гораздо позже добавив, что роль первого диснеевского злодея была «веселой и вкусной», чувствуя, что она смогла сыграть более драматичную роль, изменив свой голос из-за того, что фильм был мьюзиклом. 13 июля Зеглер сообщила, что съёмки завершены.

### Визуальные эффекты
Визуальные эффекты к фильму сделает Moving Picture Company.

## Музыка
Пасек и Пол, ранее написавшие две новые песни к ремейку мультфильма «Аладдин», напишут новые песни к фильму, в котором, как ожидается, также будут представлены песни Фрэнка Черчилля и Ларри Мори из оригинального мультфильма, в том числе «Whistle While You Work», которая была подтверждена Зеглер.

## Маркетинг
9 сентября 2022 года во время презентации Disney D23 Expo 2022 года был представлен 30-секундный тизер фильма, а также первые изображения. На экране мелькнули несколько основных декораций, включая домик Белоснежки в лесу, замысловатый интерьер королевского замка и покрытый мхом лес. Были также показаны короткие кадры Гадот в роли Злой Королевы, где она задавалы вопросы своему волшебному зеркалу и Зеглер в роли Белоснежки. Кроме того был показан кадр с рукой Белоснежки, роняющей отравленное яблоко. Гадот сказала о своей роли, что игра Злой Королевы «очень отличается от того, что [она] делала раньше. [Она] привыкла играть персонажей с абсолютно другим сердцем», но она сочла «восхитительным» «залезть под её кожу». Также был показан логотип фильма. В интервью «Vanity Fair» Зеглер раскритиковала «шутки» в адрес перемен фильма, включая кастинг латиноамериканки в роли Белоснежки, сказав:

Люди шутят о том, что у нас политически корректная Белоснежка, когда как, да, так и есть потому что это было нужно. Мультфильму 85 лет, и наша версия — освежающая история о молодой женщине, у которой есть цель, выходящая за рамки «Когда-нибудь придет мой принц».— Рэйчел Зеглер
Позже Зеглер сказала об изменениях по сравнению с оригинальным фильмом:

Оригинальный мультфильм вышел в 1937 году, и это, очевидно. Большое внимание уделяется её истории любви с парнем, который буквально преследует её… Странно! Странно. На этот раз мы этого не делали… У нас другой подход к тому, что, я уверена, многие люди примут за историю любви только потому, что в фильме есть парень, Эндрю Бернап, отличный чувак. Это одна из тех вещей, из-за которых, я думаю, у каждого будут свои предположения о том, что это будет, но на самом деле это совсем не история любви, и это действительно, действительно прекрасно.— Рэйчел Зеглер
В сентябре 2023 года в интернет просочились кадры из фильма. 27 октября 2023 года Disney выпустила первый кадр из фильма с Зеглер в роли Белоснежки, а также со Скромником, Умником, Простачком, Ворчуном, Весельчаком, Соней и Чихуном. Зеглер подтвердила, что в фильме много CGI, что заставило её «нервничать». Кадры Гадота в роли Злой Королевы были показаны на CinemaCon 2024 года.

## Показ
Во время презентации D23 Expo 2022 года, было объявлено, что «Белоснежка» выйдет в 2024 году. 15 сентября 2022 года было объявлено, что фильм выйдет 22 марта 2024 года. Однако в октябре 2023 года дата выхода была перенесена 21 марта 2025 года, а в качестве обоснования переноса была названа забастовка SAG-AFTRA в 2023 году. Фильм выйдет в форматах IMAX 2D и 3D, Dolby Cinema, 4DX, ScreenX и D-Box.
Сообщается, что из-за реакции на «противопробуждаемую реакцию» против фильма наряду с угрозами со стороны правых экстремистов, планирующих напасть на его показ, Disney решила не проводить крупномасштабную мировую премьеру фильма в Лондоне а провести частные пресс-мероприятия с жёсткой охраной, чтобы защитить создателей и актёров. Вместо этого европейская премьера состоится в замке в Испании, чтобы дать фильму более подробный показ в «сказочном» месте. Премьера в Голливуде запланирована на 15 марта 2025 года в театре «Эль-Капитан» из-за споров, связанных с политическими взглядами Зеглер и Гадот.

## Приём

### Кассовые сборы
По состоянию на 30 марта 2025 года фильм заработал 66,8 миллионов долларов в США и Канаде и 76,3 миллиона долларов в других странах, в общей сложности 143,1 миллионов долларов. The Hollywood Reporter предположил, что фильму потребуется 500 миллионов долларов, чтобы достичь своей «сети безопасности кассовых сборов».
В США и Канаде фильм вышел вместе с фильмами «Мудрые парни» и «Пепел», и, по прогнозам, должен был заработать 45-55 миллионов долларов из 4200 кинотеатров в первый уик-энд. Первоначально прогнозировалось, что сборы составят 63-70 миллионов долларов, при этом аналитики сравнивают этот прогноз с выходом фильма «Малефисента» в 69,4 миллиона долларов и полагали, что фильм преодолеет свои споры и хорошо пройдётся в прокате, учитывая отсутствие сильной конкуренции против него в первые уик-энд, но в конце февраля прогнозы были снижены. В первый день фильм заработал 16 миллионов долларов, включая 3,5 миллионов долларов с предпоказов в четверг. Он заработал 42,2 миллиона долларов, что ниже прогнозов, но всё же удалось заработать хорошую сумму из-за небольшой конкуренции; низкие кассовые сборы, по мнению The Hollywood Reporter’ были связаны с «оценками аудитории и нехорошими отзывами». Business Insider заявил, что споры фильма, вероятно, оказали незначительное влияние на его кассовые сборы, а Deadline объявил, что кассовые сборы фильма в первую очередь можно объяснить его маркетингом, исходным материалом, который не может резонировать с более молодой аудиторией, и негативным шумом, окружающим визуальные эффекты фильма.

### Отзывы и оценки
К апрелю 2025 года более 91% обзоров «Белоснежки» на IMDb имели оценку 1,5 из 10, что привело к тому, что сайт пометил фильм уведомлением о необычной активности из-за опасений по поводу бомбардировки обзорами, и самый-самый низкий рейтинг всех ремейк игровых фильмов Дисней в истории кино.
На сайте-агрегаторе рецензий Rotten Tomatoes 42 % из 215 рецензий критиков положительные, со средней оценкой 5,2/10. Консенсус сайта гласит: «„Белоснежка“ вряд ли станет ворчливым фильмом благодаря яркому превращению Рэйчел Зеглер в звезду, но его застенчивое обращение с исходным материалом вместе с некоторыми глупыми стилистическими решениями также не сделает всех счастливыми».
Metacritic, который использует средневзвешенный рейтинг, присвоил фильму оценку 50 из 100 на основе 49 рецензий критиков, что указывает на «смешанные или средние» отзывы. Зрители, опрошенные CinemaScore, дали фильму среднюю оценку «B+» по шкале от A+ до F, в то время как опрошенные PostTrak дали ему среднюю оценку три из пяти звезд, причем 43 % заявили, что определённо рекомендовали бы его. The Hollywood Reporter отметил, что предыдущие театральные ремейки Disney получали оценки CinemaScores около «A».
В положительных отзывах критиков Кэти Стефан из Variety похвалила игру Зеглер, назвав её «сияющей сверхновой», а её персонаж — «обретённым глубиной благодаря её пылкому желанию стать лидером, которым, как верил её отец, она могла бы стать». Сиддхант Адлакха из IGN назвал фильм «лучшим ремейком игрового фильма Disney за десятилетие» и сказал, что он «адаптирует общие черты оригинала, одновременно развивая его темы». Брайан Труитт из USA Today написал, что фильм «находит современную актуальность среди старого материала».
В более разнообразных обзорах Николас Барбер из BBC написал: «История загромождена, тон запутан, а темп сбивается. Опять же, это не делает фильм катастрофой. В каком-то смысле, кризис идентичности — это то, что делает его достойным просмотра».

## Споры

### Кастинг Белоснежки на Рэйчел Зеглер
Выбор темнокожей актрисы Рэйчел Зеглер на роль Белоснежки, персонажа, описанного в оригинальной сказке, как имеющий кожу «белую, как снег», вызвал некоторые споры. В шоу Variety «Актёры об актёрах» с Эндрю Гарфилдом, Зеглер ответила на негативную реакцию кастинга Белоснежки так:

Никогда бы в жизни я не подумала, что у меня будет такая возможность. Обычно вы не встретите Белоснежек латиноамериканского происхождения. Даже несмотря на то, что Белоснежка действительно популярна в испаноязычных странах. Бланка Ньевес — это огромная икона, независимо от того, идет ли речь о мультфильме Диснея или просто о разных его версиях, а также о сказке Братьев Гримм и всех связанных с ней историях.  Но вы не часто видите людей, которые похожи на меня или являются мной, играющими подобные роли. Когда об этом было объявлено, это стало сенсацией, которая несколько дней висела в трендах Твиттера, потому что все люди злились. Мы должны любить их в правильном направлении. В конце концов, у меня есть работа, которую я действительно хочу выполнять. Я стану принцессой-латиноамериканкой.— Рейчел Зеглер
были также предположения, что Зеглер заменит Люси Хейл.

### Критика Зеглер оригинального мультфильма
Зеглер вызвала критику из-за заявлений, выражающих неодобрение оригинального мультфильма, принца и персонажа Белоснежки. В ответ на её комментарии многие упрекали её в том, что она сделала Белоснежку «более феминистичной», в то время как другие критиковали её за неправильное толкование феминизма, с обвинениями в продвижении архетипа девушки-босса или критики в адрес женщин, которые стремятся к традиционным женским ролям и не заинтересованы во власти или лидерстве. И наоборот, Зеглер получила онлайн-поддержку от тех, кто считал чрезмерную критику в её адрес частью культуры отмены. Эштен Стайн, бренд-стратег, сочла, что заявления Зеглер показывают, что её не готовили к разговорам с медиа для маркетинга фильма.
Дэвид Хэнд, чей отец с тем же именем был сорежиссёром оригинального фильма, раскритиковал ремейк, назвав его «оскорбительным» и предположив, что его отец и Уолт Дисней будут «вертеться в гробах».
Этот спор привёл к тому, что консервативная медиа-организация The Daily Wire 16 октября 2023 года (в день 100-летия Диснея) намеренно объявила о запуске стримингового сервиса Bentkey и выходе их собственной экранизации оригинальной сказки «Белоснежка и злая королева», которая выйдет в 2025 году в попытке конкурировать с версией Disney.

### Образы гномов и разбойников
В январе 2022 года, во время интервью в подкасте Марка Марона WTF, актёр Питер Динклэйдж, который является карликом и играл карликовых персонажей в своей карьере, прокомментировал предстоящий ремейк «Белоснежки», назвав его «отсталой историей». В ответ на комментарии Динклэйджа Disney заявила, что «чтобы избежать усиления стереотипов из оригинального мультфильма, мы применяем другой подход к этим семи персонажам и консультируемся с членами сообщества карликов». Многие другие актёры, страдающие карликовостью, негативно отреагировали на комментарии Динклэйджа, посчитав, что он неоправданно выступает от их имени и лишает их ролей.
В июле 2023 года на основе фотографий со съёмок из Беркшира пользователи Интернета сделали ошибочный вывод, что семь гномов были переосмысленны в фильме, и в их состав теперь входили только один актёр-карлик вместе с шестью другими некарликовыми актёрами различной этнической принадлежности, 6 мужчин и 1 женщина, изображающие семь человек, которые первоначально являлись сверхъестественными существами из немецкого фольклора, а не настоящими людьми. Изначально Disney опровергли сообщения о том, что на этих изображениях показано реальное производство фильма, но позже они подтвердили, что это действительно были фотографии со съёмок, где дублёры стояли вместо актёров на главных ролях (уже подтверждённый актёр Мартин Клебба не был на указанных фотографиях). После выхода фильма оказалось, что на фотографиях шайка разбойника Джонатана, отдельные от гномов персонажи.
Решение переосмыслить персонажей как таковых было раскритиковано мейнстримом и источниками в социальных сетях как чрезмерно политкорректное, а также потенциально отнявшее роли у сообщества карликов. Актёр Jackass Джейсон «Wee Man» Акунья раскритиковал Disney за то, что они не выбрали актёров-карликов, и выразил разочарование по поводу изменений. Акунья сказал: «Вы заменяете работу, которую люди могли бы получить, будучи маленькими. Это для карликов. Почему вы нанимаете „Белоснежку и семерых обычных людей“?». Рестлер и актёр Дилан Постл также не согласился с мнением Динклэйджа и в интервью Пирсу Моргану поддержал мнение Акуньи и выступил в защиту изображения персонажей-карликов в анимационном фильме.
27 октября 2023 года, наряду с переносом даты выхода, Disney представила первый кадр из фильма, показывающий Зеглер в роли Белоснежки вместе с семью гномами, все из которых являются персонажами, созданными с помощью CGI для того, чтобы выглядеть так, как они выглядели в мультфильме, подтверждая, что они присутствуют в фильме.

### Бойкоты фильма по политическим причинам
В августе 2024 года, после премьеры тизер-трейлера «Белоснежки», «Бойкот, изоляция и санкции» (BDS) и Палестинская кампания за академический и культурный бойкот Израиля (PACBI) призвали бойкотировать фильм из-за службы Гадот в израильской армии и произраильской позиции. The Washington Times расценило эти призывы как антисемитские.
Призывы к бойкоту росли, поскольку Гадот и Зеглер открыто заняли противоположные стороны в израильско-палестинском конфликте на войне (см. раздел Вторжение ХАМАС в Израиль в 2023 году и Война на Ближнем Востоке): Гадот поддерживала Израиль, а Зеглер поддерживала Палестину. Перед выходом фильма Гадот получала угрозы убийством, приписываемые её позиции, что заставило Disney обеспечить ей дополнительную безопасность. Несмотря на разногласия, у Гадот и Зеглер были позитивные отношения друг с другом во время производства фильма.
Еще один призыв к бойкоту прозвучал от сторонников республиканцев после президентских выборов в США 2024 года на Дональда Трампа, когда Зеглер опубликовала пост «К черту Дональда Трампа» и напала на тех, кто голосовал за его переизбрание, заявив: «Пусть сторонники Трампа, избиратели Трампа и сам Трамп никогда не узнают мира». Позднее Зеглер принесла публичные извинения, заявив, что она не намеревалась причинить вред своим посланием, призывая к миру.
Несколько арабских организаций и лиц, выступающих против политики Израиля, начали цифровую кампанию против фильма, особенно нацеленную на Гадот из-за ее военной службы. Группы из Иордании, Кувейта, Бахрейна, Туниса, ОАЭ и Египта призвали к региональному бойкоту, утверждая, что показ фильма поддерживает израильскую оккупацию и обращение Армии обороны Израиля с палестинцами. Эта позиция была расценена некоторыми как антисемитская.
Сын продюсера Марка Платта, Джона Платт, объяснил слабые результаты «Белоснежки» на первой неделе проката частично постом Зеглер в социальных сетях в поддержку Палестины. Аналитики кассовых сборов в основном не согласились с мнением, что слабые результаты фильма можно объяснить политическими противоречиями, и вместо этого приписали их неспособности фильма найти отклик у критиков и зрителей. Некоторые актеры и музыканты выступили в защиту комментариев Зеглер.